# Interpretación temporal y de sistema único
La Interpretación temporal y de sistema único (TSSI de sus siglas en inglés: Temporal single-system interpretation) de la teoría del valor de Karl Marx surgió a principios de la década de 1980 en respuesta a renovadas acusaciones de que su teoría estaba "desgarrada por inconsistencias internas" y que, por lo tanto, debía ser rechazada o corregida. Las acusaciones de inconsistencia habían sido una característica destacada de la economía marxista y del debate que la rodeaba desde los años setenta. Andrew Kliman sostiene que las acusaciones de inconsistencia sirven para legitimar la supresión de la crítica de Marx a la economía política y la investigación actual basada en ella, así como la "corrección" de las inconsistencias de Marx.
Los defensores de la interpretación del sistema temporal único de la teoría del valor de Marx afirman que las supuestas inconsistencias son en realidad el resultado de una mala interpretación; sostienen que cuando la teoría de Marx se entiende como "temporal" y "de un solo sistema", las inconsistencias internas desaparecen. Como destacó Joseph Alois Schumpeter, Marx comprendió el modo de producción capitalista como un ente dinámico en constante transformación, en contraste con los modelos de competencia perfecta y de competencia imperfecta neoclásico y keynesiano. En un análisis reciente del debate, un defensor del TSSI concluye que "las pruebas de inconsistencia ya no se defienden; todo el caso contra Marx se ha reducido a la cuestión interpretativa" 
Los críticos del TSSI, incluido David Laibman (ver la sección Crítica más abajo), argumentan que Marx pretendía presentar lo que caracterizan como un modelo "estructuralmente consistente" de formación de valor en una economía capitalista con igualación competitiva de la tasa de ganancia. Afirman que las formulaciones de Marx no logran esto, pero también lo que caracterizan como sus ideas fundamentales pueden revelarse y ampliarse por medio de modelos y conceptos que surgieron después de su época. En lugar de intentar defender la coherencia de las declaraciones originales de Marx, los teóricos marxistas no pertenecientes al TSSI persiguen lo que caracterizan como versiones cada vez más efectivas de lo que afirman ser la teoría central. También afirman que creen que el propio Marx habría hecho esto.[cita requerida]

## Alcance de la investigación TSSI

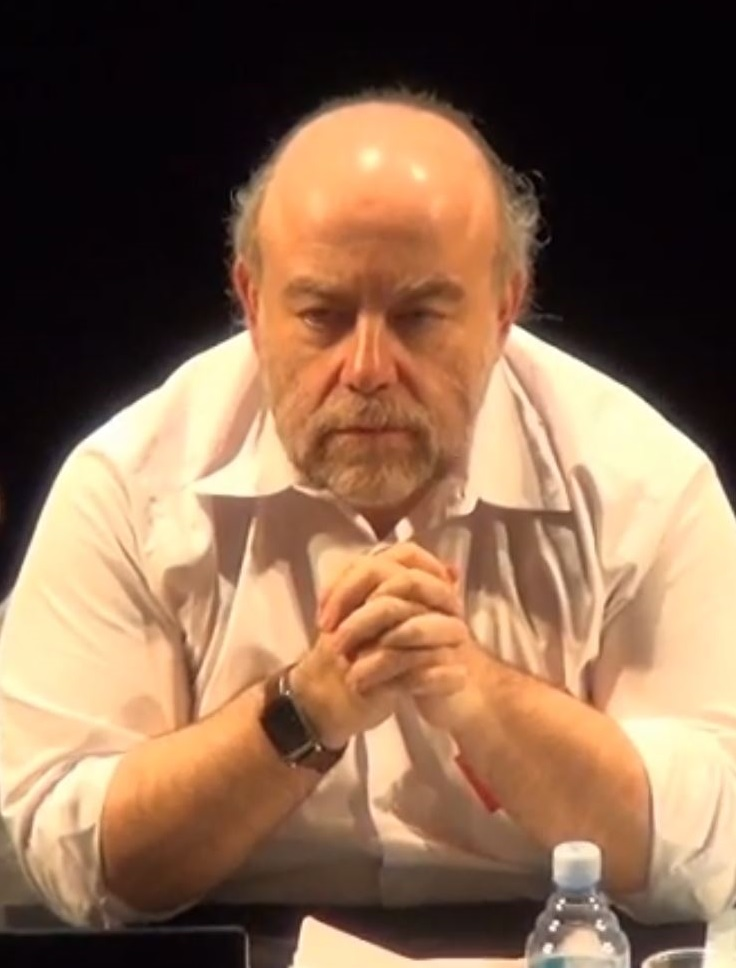
Andrew Kliman.

Entre los principales temas abordados por el TSSI se encuentran la ley de Marx sobre la tendencia decreciente de la tasa de ganancia y la transformación de los valores de las mercancías en precios de producción ––el llamado problema de la transformación–– en El capital tomo III. Los autores del TSSI también han cuestionado el "teorema marxista fundamental", que supuestamente mostraba que la teoría del valor de Marx es innecesaria para llegar a la conclusión de que la explotación de los trabajadores es la única fuente de ganancias en el capitalismo.
Otras investigaciones que se han basado en la TSSI incluyen estudios sobre el impacto de la integración económica europea, análisis teóricos y empíricos de las crisis económicas (véase Crisis cíclicas), críticas a la metodología del equilibrio estático ampliamente empleada en economía (tanto la convencional como la sraffiana y la marxista) y cuestionamientos a la afirmación estadística de que los valores y los precios a nivel de industria están fuertemente correlacionados. Basándose en sus experiencias en la controversia sobre la teoría del valor de Marx, algunos defensores de la TSSI también han participado activamente en el movimiento por el pluralismo en economía y han criticado y defendido la reforma de los métodos interpretativos empleados en la economía marxista.
Los defensores del TSSI incluyen, entre otros, Guglielmo Carchedi, John Ernst, Alan Freeman, Paolo Giussani, Andrew Kliman, Eduardo Maldonado-Filho, Ted McGlone, Nick Potts y Alejandro Ramos Martínez.

## Importancia del sistema temporal y único
Las palabras "temporal" y "sistema único" en el título del TSSI se refieren a las dos diferencias clave entre este y la interpretación de la teoría del valor de Marx derivada de Ladislaus von Bortkiewicz que en un momento dominó la economía marxista académica.
Según la interpretación de Bortkiewicz, los precios y valores de los insumos del proceso de producción se determinan, en la teoría de Marx, simultáneamente con los precios y valores de los productos que luego emergen del proceso de producción. Por lo tanto, los precios (o valores) de los insumos y los precios (o valores) de los productos son necesariamente iguales. En contraste, el TSSI es "temporal" o no simultáneo y sostiene que los precios (y valores) de los insumos y productos en la teoría de Marx no tienen por qué ser (y generalmente no son) iguales.
En segundo lugar, según la interpretación bortkiewicziana de la teoría del valor de Marx, los valores y los precios constituyen dos "sistemas" distintos e independientes. Con respecto a las magnitudes relativas, los precios no dependen de los valores y los valores no dependen de los precios. Los precios de los productos dependen de los precios de los insumos utilizados para producirlos, mientras que los valores de los productos dependen de los valores de los insumos utilizados para producirlos. En contraste, el TSSI es una interpretación de "sistema único", ya que sostiene que, en la teoría de Marx, (a) los precios de los productos dependen en conjunto de la llamada "tasa de valor de ganancia" (la proporción de plusvalor al capital invertido), mientras que (b) las inversiones de valor de capital de las empresas, y por tanto los valores de los productos producidos, dependen en parte de los precios de los insumos adquiridos mediante estas inversiones. Por tanto, el valor y el precio se determinan de forma interdependiente, aunque siguen siendo distintos.

## Pruebas de las inconsistencias de Marx
Se consideraba ampliamente que el "Teorema de Okishio", un resultado producido por el economista marxista japonés Nobuo Okishio en 1961, había refutado la ley de Marx sobre la tendencia de la tasa de ganancia a caer, pero los autores del TSSI han demostrado que la tasa de ganancia de Marx (como ellos interpretarlo) puede caer en circunstancias en las que el teorema de Okishio dice que "la" tasa de ganancia no puede caer. Así, incluso Duncan K. Foley, un destacado crítico del TSSI, reconoce que
"Entiendo que [Alan] Freeman y [Andrew] Kliman están argumentando que el teorema de Okishio, tal como se expresa literalmente, es incorrecto porque es posible que las tasas de ganancia monetaria y laboral caigan bajo las circunstancias especificadas en sus hipótesis. Acepto sus ejemplos como si establecieran esta posibilidad”.
En 1906-07, Ladislaus von Bortkiewicz afirmó haber demostrado que la explicación de Marx de "la transformación de los valores de las mercancías en precios de producción" (es decir, precios que permiten a las empresas obtener una tasa promedio de rendimiento sobre sus inversiones de capital) era internamente inconsistente. Al "corregir" la inconsistencia, Bortkiewicz produjo resultados que cuestionan seriamente la teoría de Marx de que los precios y las ganancias están determinados, en conjunto, por la producción de valor y plusvalor: la "tasa de precio de ganancia" ya no es igual a la "tasa de valor". tasa de ganancia", y la suma de los precios difiere de la suma de los valores. Sin embargo, los defensores del TSSI afirman haber refutado la posición de Bortkiewicz. Aunque ningún crítico ha refutado con éxito esta afirmación, planteada por primera vez en 1988, muchos economistas marxistas todavía se niegan a aceptarla.
Además, cuando la teoría de Marx se entiende de acuerdo con el TSSI, en lugar de acuerdo con la interpretación de Bortkiewicz, los resultados de su explicación de la transformación resurgen como internamente consistentes; las magnitudes del precio y del valor son de hecho iguales en conjunto. Estas igualdades también reaparecen bajo otras interpretaciones –atemporales– de sistema único. Sin embargo, bajo las interpretaciones atemporales, la teoría de la tasa decreciente de ganancia de Marx y otros aspectos de su teoría del valor todavía parecen ser internamente inconsistentes. Para que sus teorías queden completamente absueltas de las acusaciones de inconsistencia y error, se debe interpretar que tuvo una concepción temporal del valor y de la determinación del precio.[cita requerida]

## Críticas
Los críticos del TSSI lo han caracterizado como una teoría obsoleta que afirma que "Marx no cometió ningún error". Por ejemplo, David Laibman acusa a sus defensores de ser marxistas no científicos que:
"Afirmar que las formulaciones de Marx, tanto en la teoría del valor como en el análisis de la acumulación y crisis capitalistas, son literal y completamente correctas; que Marx no cometió errores..."
Roberto Veneziani alega de manera similar que el TSSI defiende "la verdad literal de todas [las] proposiciones de Marx".

Los defensores del TSSI sostienen que estas acusaciones son falsas:
"Nunca hemos dicho que las ideas controvertidas de Marx sean necesariamente ciertas. . . . Simplemente decimos que las afirmaciones de que su teoría del valor es necesariamente errónea, porque es lógicamente inválida, son falsas."
De manera similar, Andrew Kliman distingue entre coherencia interna, por un lado, y verdad o corrección, por el otro, al menos en nueve ocasiones diferentes. Por ejemplo, escribe que la capacidad del TSSI para eliminar las aparentes inconsistencias en la teoría del valor de Marx no implica
"que las conclusiones teóricas de Marx son necesariamente correctas. Sin embargo, sí implica que se necesita una investigación empírica para determinar si son correctos o no. No hay justificación para descalificar sus teorías a priori, por motivos lógicos."
Fred Moseley critica que en la Interpretación del Sistema Único Temporal "los precios de producción son precios a corto plazo que se aplican a un solo ciclo" y no se mantendrían las igualdades agregadas a largo plazo. Para Moseley la TSSI malinterpreta los precios de producción de Marx y no explica cómo cambian de un período a otro manteniéndose como “centro de gravedad” durante largos períodos de tiempo. Gary Mongiovi criticó la interpretación como "economía vulgar" por reducir valores por precios de forma tautológica. Gary Mongiovi "afirma que lo que realmente le falta al TSSI es una explicación lúcida de por qué, después de todo, necesitamos la teoría del valor trabajo después de Sraffa". Esta crítica fue también sostenida por Jonathan Nitzan y Shimshon Bichler:
"Mientras que la teoría del valor-trabajo de Marx pretende razonar los fenómenos según su “esencia”, los defensores de la TSSI se mueven en la dirección opuesta. No sólo han convertido su teoría en una tautología irrefutable, sino que, al definir los valores-trabajo en términos de precios, han hecho prácticamente imposible trascender la propia apariencia que quieren explicar. Han acabado en un dogma."

### Teorema de Okishio
Dentro de su crítica al manejo del teorema de Okishio por parte del TSSI, Laibman y Foley afirmaron que las tasas de ganancia material predicen tendencias dentro de las tasas de ganancia de valor. En concreto, Duncan Foley afirmó que las tasas de beneficio no divergen realmente “asintóticamente”. David Laibman propuso una crítica del teorema de seguimiento, donde la tasa de ganancia de valor sigue la tendencia marcada por la tasa de ganancia material. Lo que significa “no divergir asintóticamente” es que hay una cantidad máxima en la que las dos tasas diferirán. Por ejemplo, si el aumento del crecimiento de la productividad hace que la tasa física de ganancia aumente del 25% a un nivel máximo del 50%, al tiempo que hace que la tasa valor/precio caiga del 25% a un nivel mínimo del 0%, las dos tasas tienen no divergió asintóticamente. Es extremadamente difícil ver cómo este resultado (que es, en cualquier caso, específico del ejemplo de Foley) puede interpretarse como una confirmación de la noción de que la tasa física de ganancia gobierna la tasa valor/precio, y mucho menos como una confirmación del teorema de Okishio. Si la tasa de ganancia física aumenta para siempre, mientras que la tasa de ganancia en valor cae para siempre, la tasa de valor ciertamente no sigue la tendencia de la tasa física, ni siquiera eventualmente.

David Laibman afirmó:
“Si se realiza un cambio técnico viable y la tasa de salario real es constante, la nueva tasa MATERIAL de ganancia debe ser mayor que la anterior. ¡Eso es todo lo que Okishio, Roemer, Foley, yo o cualquier otra persona hemos afirmado alguna vez!"
y:
“Entiendo que Freeman y Kliman están argumentando que el teorema de Okishio, tal como se expresa literalmente, es incorrecto porque es posible que las tasas de ganancia monetaria y laboral caigan bajo las circunstancias especificadas en sus hipótesis. Acepto sus ejemplos como que establecen esta posibilidad”
Duncan finalmente aceptó la compatibilidad del teorema de Okishio con la TSSI.